# سير أعلام النبلاء
سير أعلام النبلاء هو كتاب في علم التراجم ألفه الحافظ أبو عبد الله شمس الدين الذهبي.

## اسم الكتاب

صفحة من مخطوطة لكتاب سير أعلام النبلاء.

الاسم المشهور للكتاب هو سير أعلام النبلاء، ولكن اختلف العلماء في تسميته على أقوال:
- تاريخ العلماء النبلاء.
- تاريخ النبلاء.
- كتاب النبلاء.
- أعيان النبلاء.
- سير النبلاء.
- سير أعلام النبلاء: وهو أشهرها وأكثرها دقةً وكمالاً، وهو الذي ذكره الحافظ الذهبي بخطه.

## اسم المؤلف
مؤلف الكتاب هو الحافظ شمس الدين محمد بن أحمد بن عثمان الذهبي المتوفى سنة 748 هـ الموافق 1374 م.

## طبعات الكتاب
- طبعة دار الفكر بيروت، وهي طبعه كامله تحتوى على مجلد السيرة ومجلد التراجم المفقود والذي يحتوى على ترجمه شيخ الإسلام.
- طبعة دار الحديث، وهي غير كامله وقد اعتمدت طبعه الرسالة اصل لها.
- طبعة التوفيقية، وينقصها مجلد الفهارس لم يطبعوه بالإضافة إلى اخطاء فنيه.
- طبعة مؤسسة الرسالة وهي أشهر الطبعات بتحقيق شعيب الأرناؤوط وآخرين.[3]

## عن سير اعلام النبلاء
كتاب سير أعلام النبلاء يعتبر من أمتع كتب التراجم التي يستفيد منها القارئ والباحث، وهو عبارة عن اختصار لكتابه الضخم (تاريخ الإسلام)، وله كتب أخرى مفيدة ونافعة في تراجم الرجال مثل: كتابه الضخم (تاريخ الإسلام) وكتاب (ميزان الاعتدال في نقد الرجال) وكتاب (تذكرة الحفاظ) وغيرها.
ولكن طبقات الكتاب ابتدأت من عصر الصحابة إلى عصر المؤلف.

## ترتيب الكتاب
رتب الحافظ الذهبي كتابه على الطبقات، حيث جعله على أربعين طبقة تقريباً، وهذا هو أسلوبه في عرض التراجم، والحافظ الذهبي تختلف كتبه في التراجم من حيث عدد الطبقات ولا تتفق.
وهو في 35 طبقة عدا طبقة الصحابة، والمجلد الأخير لم يذكر فيه طبقات.

## فوائد الكتاب
للكتاب فوائد عظيمة، منها:
- الاطلاع على تراجم الصحابة والتابعين ومن بعدهم من العلماء وكذلك تراجم الخلفاء والقادة السياسيين بل وحتى أرباب الملل والنحل والفلاسفة، بل وتجد فيه الكلام عن جنكيز خان وغيره من الزعماء السياسيين الذين أثروا في التاريخ الإسلامي.
- تراجع فيه مؤلفه عن عدة أشياء ذكرها في كتابه الضخم (تاريخ الإسلام)،
- معرفة بعض الوقائع التاريخية والأحداث السياسية التي حصلت عبر التاريخ الإسلامي حتى عصر المؤلف.
- الاستفادة من علم الحافظ الذهبي في العلوم الشرعية، حيث تكلم على الكثير من المسائل العلمية في العقيدة والفقه والتفسير والحديث وغيرها من العلوم الشرعية.
- الاستفادة من أحكام الحافظ الذهبي على الأحاديث من حيث القبول والرد والشرح والتوجيه، هو عالم كبير من علماء الحديث، وقد حكم على كثير من الأحاديث في هذا الكتاب.

## طبيعة التراجم في الكتاب وأسس انتقائها
عدد التراجم (6860) حسب طبعة المكتبة العصرية لأن فيها ترقيماً مسلسلاً للتراجم وفيها السيرة والمغازي والخلفاء والمجلد الأخير، وأما طبعة مؤسسة الرسالة فترقيم التراجم فيها لكل مجلد على حِدَةٍ.
الحافظ الذهبي كان من أبرز علماء التراجم وكان واسع الإطلاع غزير المعارف لا سيما في التراجم، لذلك استعمل أسلوباً فريداً في انتقاء التراجم ووضع لها العديد من الأسس، وهذه الأسس يمكن تلخيصها فيما يلي:
1. العلمية: فقد أورد الذهبي جميع المشاهير والأعلام، ولم يورد المغمورين والمجهولين.
2. الشمول النوعي: فلم يقتصر على نوعٍ معين من الأعلام، بل تنوعت تراجمه فشملت فئات كثيرة من الناس: الخلفاء والملوك والسلاطين والقضاة والوزراء والمحدثين والفقهاء والأدباء والأطباء واللغويين والنحاة والشعراء وأرباب الملل والنحل والمتكلمين والفلاسفة ومجموعة معنيين بالعلوم الصرفة.
3. الشمول المكاني: لقد عمل الحافظ الذهبي على أن يكون كتابه شاملاً لتراجم الأعلام من كافة أنحاء العالم الإسلامي من الأندلس غرباً إلى أقصى الشرق.
4. التوازن الزماني: حاول الحافظ الذهبي أن يوازن في عدد الأعلام لذين يذكرهم على امتداد المدة الزمنية التي استغرقها الكتاب والبالغة سبعة قرون، فلم نجد عنده تفضيلاً لعصر على عصر آخر.
5. طول التراجم وقصرها: لا شك أن الحافظ الذهبي لم يكتب كل علمه في تراجم الأعلام في هذا الكتاب، فهو واسع الإطلاع في تراجم الرجال، لذلك نلاحظ في هذا الكتاب أن هناه من الترجمة، فنجده مثلاً يكتب في الإمام أحمد بن حنبل أكثر من مائة صفحة فيما نجده يترجم لجنكيز خان أو الحجاج بن يوسف الثقفي فيما يقل عن صفحة واحدة، وهذا بالطبع راجع للفائدة المرجوه من صاحب الترجمة، فسيرة أحمد بن حنبل فيها من النفائس والنوادر ما ينفع ذكرها ويستفاد منها.

## وصلات خارجية
- ملف إلكتروني مضغوط من كتاب (سير أعلام النبلاء)